# SN 2010eh
SN 2010eh – supernowa typu Ic odkryta 13 czerwca 2010 roku w galaktyce M-01-53-11. W momencie odkrycia miała maksymalną jasność 17,40m.